# Frank Pawelke

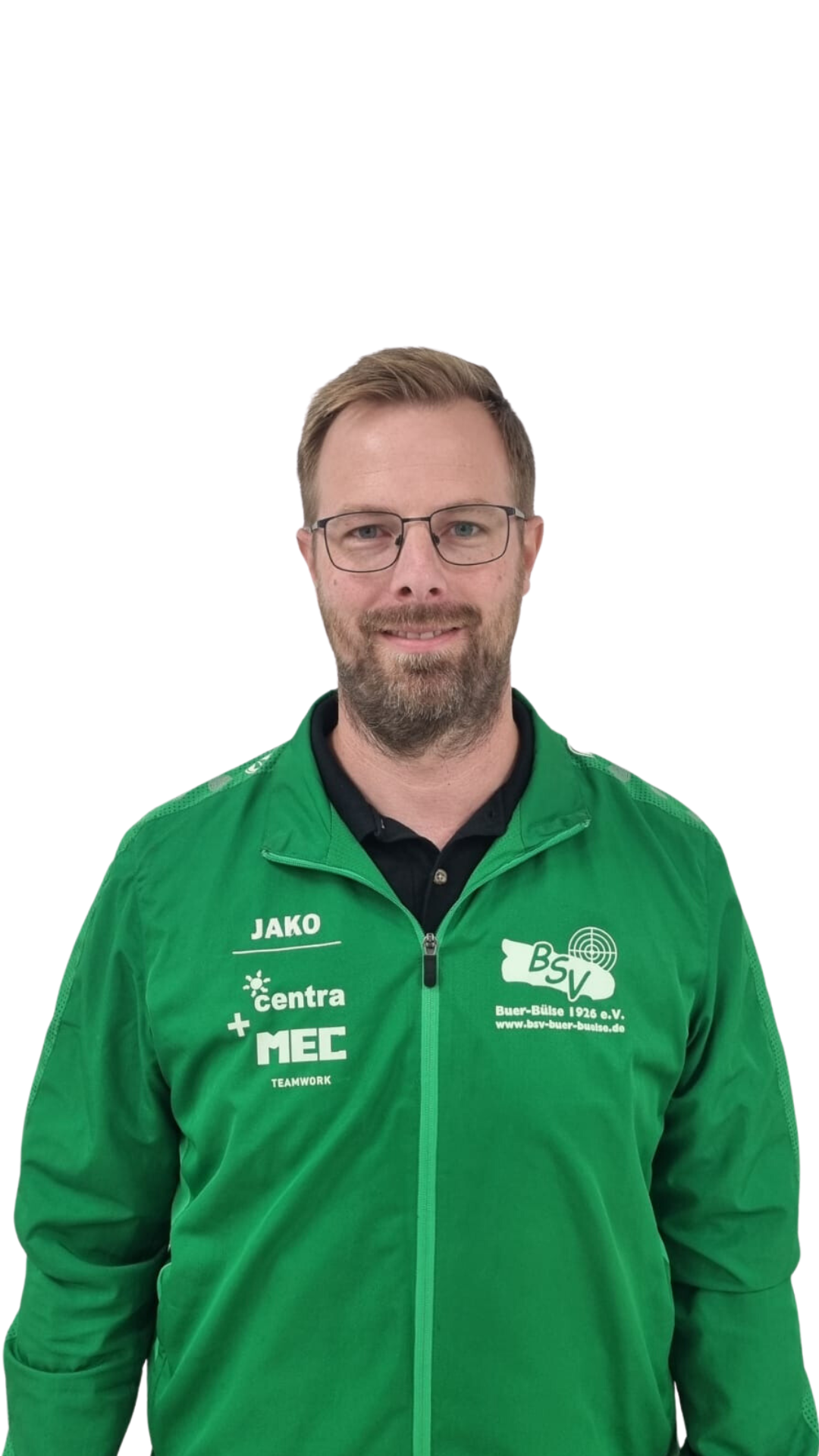
Frank Pawelke

Frank Pawelke (* 19. Juni 1985) ist ein deutscher Luftgewehr-Trainer.

## Leben
2011 begann er seine Karriere als Trainer beim BSV Buer-Bülse 1926. Dort betreut er seit 2015 die 1. Mannschaft des BSV Buer-Bülse in der 1. Bundesliga Nord. Er trainierte bereits zahlreiche international erfolgreiche Schützen und Schützinnen, wie beispielsweise István Péni und Jessie Kaps, darunter Sportler und Sportlerinnen aus den Nationen Norwegen, Italien, Ungarn, Serbien, Niederlande, Belgien, Österreich, Finnland und Deutschland.

## Karriere als Vereinstrainer
Frank Pawelke begann im Alter von 12 Jahren als Sportler in seinem Heimatverein St. Seb. Nordborchen. Während seiner Laufbahn als Luftgewehrschütze entschied er sich dafür, als Trainer zu arbeiten. Er arbeitete zunächst an kleineren Projekten mit Vereinen aus der Nähe seiner Heimatstadt Paderborn, bevor er dann 2011 zum BSV Buer-Bülse 1926 wechselte. Gemeinsam mit Dunja Eickelmann betreute er die erste Mannschaft in der 2. Bundesliga West. In der Saison 2014/2015 wurde das Team Meister der 2. Bundesliga West und schaffte den Aufstieg in die 1. Bundesliga Nord. Ab 2015 betreute Frank die Mannschaft in der 1. Bundesliga Nord gemeinsam mit dem Team-Manager Marcel Hädrich, der als Co-Trainer unterstützend mitwirkte. Die beiden schafften mit der Mannschaft in der Saison 2015/16 den Klassenerhalt, die folgenden Saisons wurde das Team dreimal in Folge Meister der 1. Bundesliga Nord. In dieser Zeit war die Mannschaft zwei Jahre lang ohne Unterbrechung Tabellenführer.
Von 2019 bis 2021 wurde Frank von dem Trainer Andreas Send unterstützt.
Seit 2022 (Stand 2023) wird das Team gemeinsam von Frank Pawelke und Oliver Frank trainiert. In der Saison 2022/2023 konnte die Mannschaft sich unter der Betreuung des Trainerduos für das Bundesligafinale qualifizieren und mit dem Gewinn der Bronzemedaille erstmals seit 2006 eine erneute Platzierung auf dem Podest in der 1. Bundesliga für den BSV Buer-Bülse sichern.
Seine Mannschaft sicherte sich die Auszeichnung „Mannschaft des Jahres 2023“ in Gelsenkirchen.

## Erfolge als Trainer
BSV Buer-Bülse, 2. Bundesliga West
- Meister der 2. Bundesliga West (2014/15)
- Aufstieg in die 1. Bundesliga Nord (2015)

BSV Buer-Bülse, 1. Bundesliga Nord
- Meister der 1. Bundesliga Nord (2016, 2017, 2018)
- Bronzemedaille im Finale der 1. Bundesliga (2023)
- Mannschaft des Jahres 2023 (2024 Ehrung) der Stadt Gelsenkirchen